# Park Narodowy „Ałtynemel”

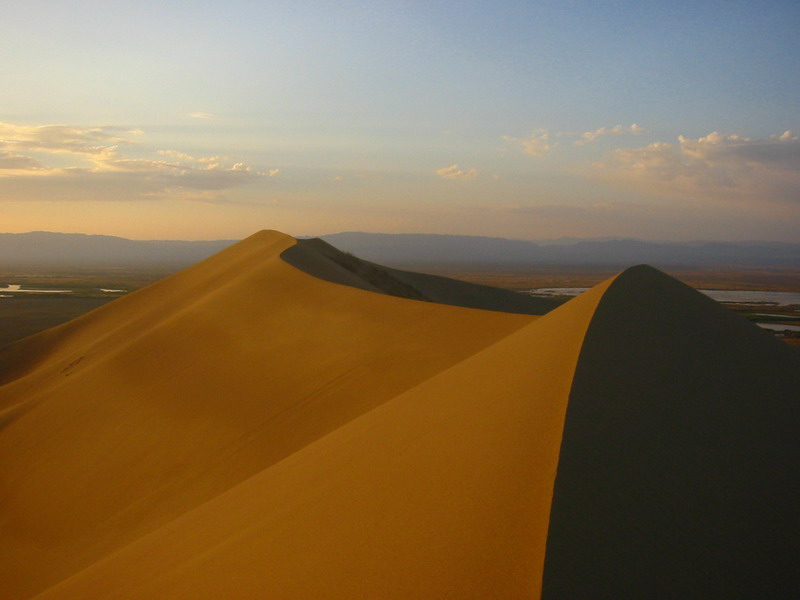
„Śpiewająca wydma”

Park Narodowy „Ałtynemel” (kaz. «Алтынемел» мемлекеттік ұлттық табиғи паркі; ros. Государственный национальный природный парк «Алтын-Эмель») – park narodowy w Kazachstanie, w południowej części obwodu ałmackiego. Powstał w 1996 roku. 6 lutego 2002 roku został zgłoszony do wpisania na listę światowego dziedzictwa UNESCO. Od 2007 jest uznawany przez BirdLife International za ostoję ptaków IBA.

## Warunki naturalne
Park leży na wysokości 1000–1200 m n.p.m. i niemal ze wszystkich stron otaczają go góry. Na jego obszarze występują pustynie, półpustynie, kamieniste i gliniaste równiny, step i kserofitowe zarośla. Do parku przylega także zbiornik wodny (rezerwuar na rzece Ili). Przeciętnie w ciągu roku opady występują przez 65 dni. Na równinach rosną m.in. bylice (Artemisia), traganki (Astragalus), Nanophyton, solanki (Salsola, w tym Salsola arbuscula), saksauł biały (Haloxylon persicum), Calligonum aphyllum, słonisz srebrzysty (Halimodendron halodendron). W górach występują: kostrzewa bruzdkowana (Festuca rupicola), wiechliny (Poa), tawuły (Spirea), Ephedra strobilacea, karagana podolska (Caragana frutex), róże (Rosa), a w okolicach wód – wierzby (Salix), oliwniki (Elaeagnus) i topola eufracka (Populus diversifolia; wzdłuż rzeki Ili).
Jedną z atrakcji turystycznych parku jest „śpiewająca wydma”, długa na 2–3 km i wysoka na 120 m. Przy suchej pogodzie wydaje melodyjne dźwięki słyszalne z kilku kilometrów. Przy lekkim podmuchu jest to skrzypienie lub pisk, przy mocniejszym – mocniejsze dźwięki, podobne do tych wydawanych przez organy. Ponadto w parku znajduje się pięć kamiennych kurhanów, zwanych zbiorczo Besszatyr.

## Fauna
Ze ssaków w parku występują: gazela czarnoogonowa (Gazella subgutturosa), owca dzika (Ovis ammon), koziorożec syberyjski (Capra sibirica), introdukowany osioł azjatycki (Equus hemionus). Pospolicie żyją tu także: wilk szary (Canis lupus), lis rudy (Vulpes vulpes), stepojeż uszaty (Hemiechinus auritus), zając tolaj (Lepus tolai), pieszczanka wielka (Rhombomys opimus) i skoczkowate. Z płazów napotkać można m.in. ropuchę zieloną (Bufo viridis), Bufo danatensis, żabę śmieszkę (Rana ridibunda). Park zamieszkuje 16 gatunków węży (w tym Elaphe dione i Eryx miliaris), 8 gatunków jaszczurek (m.in. Trapelus sanquinolentus, Phrynocephalus helioscopus, kilka przedstawicieli Eremias) i jeden gatunek żółwia. W Czerwonej Księdze Kazachstanu figuruje przedstawiciel agamowatych – Phrynocephalus versicolor.

### Ostoja ptaków
W parku występuje 155 gatunków ptaków; to 19,8% wszystkich gatunków lęgowych Kazachstanu. Ze względu na występowanie 16 gatunków BirdLife International uznało Park Narodowy „Ałtynemel” za ostoję ptaków IBA. Wśród nich jest jeden nielęgowy – pelikan kędzierzawy (Pelecanus crispus) – oraz trzy osiadłe, dzięcioł białoskrzydły (Dendrocopos leucopterus), bogatka siwa (podgatunek bogatki, Parus major bokharensis) i wróbel mongolski (Passer ammodendri). Do pozostałych gatunków, jedynie gniazdujących w parku, należy jeden zagrożony, raróg zwyczajny (Falco cherrug) i jeden narażony – gołąb brunatny (Columba eversmanni). Sęp kasztanowaty (Aegypius monachus) jest bliski zagrożenia. Pozostałe ptaki, gatunki najmniejszej troski, to: pustułeczka (Falco naumanni), sieweczka pustynna (Charadrius leschenaultii), pustynnik zwyczajny (Syrrhaptes paradoxus), kraska zwyczajna (Coracias garrulus), zaganiacz afgański (Iduna rama), pokrzewka pustynna (Sylvia nana), czarnodziobek (Rhodospiza obsoleta) oraz trznadel rudogłowy (Emberiza bruniceps).